# Citharexylum macrophyllum
Citharexylum macrophyllum là một loài thực vật có hoa trong họ Cỏ roi ngựa. Loài này được Poir. mô tả khoa học đầu tiên năm 1811.